# Sportovní gymnastika na Letních olympijských hrách 1960
Sportovní gymnastika na Letních olympijských hrách 1960.

## Medailisté

### Muži
| Soutěž                | Zlato | Stříbro | Bronz |
| --------------------- | --- | --- | --- |
| Víceboj – družstva    | Japonsko (JPN) · Nobujuki Aihara · Jukio Endó · Takaši Micukuri · Takaši Ono · Masao Takemoto · Šúdži Curumi | Sovětský svaz (URS) · Albert Azarjan · Valerij Kerdemelidi · Nikolaj Miligulo · Vladimir Portnoj · Boris Šachlin · Jurij Titov | Itálie (ITA) · Giovanni Carminucci · Pasquale Carminucci · Gianfranco Marzolla · Franco Menichelli · Orlando Polmonari · Angelo Vicardi |
| Víceboj – jednotlivci | Boris Šachlin · Sovětský svaz (URS)                                                                          | Takaši Ono · Japonsko (JPN) | Jurij Titov · Sovětský svaz (URS) |
| Prostná               | Nobujuki Aihara · Japonsko (JPN)                                                                             | Jurij Titov · Sovětský svaz (URS)                                                                                              | Franco Menichelli · Itálie (ITA) |
| Kůň našíř             | Eugen Ekman · Finsko (FIN)                                                                                   | nebyla udělena | Šúdži Curumi · Japonsko (JPN) |
| Kůň našíř             | Boris Šachlin · Sovětský svaz (URS)                                                                          | nebyla udělena | Šúdži Curumi · Japonsko (JPN) |
| Kruhy                 | Albert Azarjan · Sovětský svaz (URS)                                                                         | Boris Šachlin · Sovětský svaz (URS)                                                                                            | Takaši Ono · Japonsko (JPN) |
| Kruhy                 | Albert Azarjan · Sovětský svaz (URS)                                                                         | Boris Šachlin · Sovětský svaz (URS)                                                                                            | Velik Kapsazov · Bulharsko (BUL) |
| Přeskok               | Boris Šachlin · Sovětský svaz (URS)                                                                          | nebyla udělena | Vladimir Portnoj · Sovětský svaz (URS)                                                                                                  |
| Přeskok               | Takaši Ono · Japonsko (JPN)                                                                                  | nebyla udělena | Vladimir Portnoj · Sovětský svaz (URS)                                                                                                  |
| Bradla                | Boris Šachlin · Sovětský svaz (URS)                                                                          | Giovanni Carminucci · Itálie (ITA)                                                                                             | Takaši Ono · Japonsko (JPN) |
| Hrazda                | Takaši Ono · Japonsko (JPN)                                                                                  | Masao Takemoto · Japonsko (JPN)                                                                                                | Boris Šachlin · Sovětský svaz (URS) |

### Ženy
| Soutěž                | Zlato | Stříbro | Bronz |
| --------------------- | --- | --- | --- |
| Víceboj – družstva    | Sovětský svaz (URS) · Polina Astachovová · Lidija Ivanovová · Larisa Latyninová · Tamara Ljuchinová · Sofja Muratovová · Margarita Nikolajevová | Československo (TCH) · Eva Bosáková · Věra Čáslavská · Matylda Matoušková · Hana Růžičková · Ludmila Švédová · Adolfína Tačová | Rumunsko (ROU) · Atanasia Ionescuová · Sonia Iovanová · Elena Leuşteanuová · Emilia Vătăşoiuová-Liţăová · Elena Niculescuová · Uta Poreceanuová |
| Víceboj – jednotlivci | Larisa Latyninová · Sovětský svaz (URS) | Sofja Muratovová · Sovětský svaz (URS)                                                                                         | Polina Astachovová · Sovětský svaz (URS) |
| Přeskok               | Margarita Nikolajevová · Sovětský svaz (URS) | Sofja Muratovová · Sovětský svaz (URS)                                                                                         | Larisa Latyninová · Sovětský svaz (URS) |
| Bradla                | Polina Astachovová · Sovětský svaz (URS) | Larisa Latyninová · Sovětský svaz (URS)                                                                                        | Tamara Ljuchinová · Sovětský svaz (URS) |
| Kladina               | Eva Bosáková · Československo (TCH) | Larisa Latyninová · Sovětský svaz (URS)                                                                                        | Sofja Muratovová · Sovětský svaz (URS) |
| Prostná               | Larisa Latyninová · Sovětský svaz (URS) | Polina Astachovová · Sovětský svaz (URS)                                                                                       | Tamara Ljuchinová · Sovětský svaz (URS) |

## Přehled medailí
| Pořadí | Země                 | Zlato | Stříbro | Bronz | Celkově |
| ------ | -------------------- | ----- | ------- | ----- | ------- |
| 1.     | Sovětský svaz (URS)  | 10    | 8       | 8     | 26      |
| 2.     | Japonsko (JPN)       | 4     | 2       | 3     | 9       |
| 3.     | Československo (TCH) | 1     | 1       | 0     | 2       |
| 4.     | Finsko (FIN)         | 1     | 0       | 0     | 1       |
| 5.     | Itálie (ITA)         | 0     | 1       | 2     | 3       |
| 6.     | Bulharsko (BUL)      | 0     | 0       | 1     | 1       |
| 6.     | Rumunsko (ROU)       | 0     | 0       | 1     | 1       |
| Celkem | Celkem               | 16    | 12      | 15    | 43      |